# Charray
Charray és un municipi francès, situat al departament de l'Eure i Loir i a la regió de Centre – Vall del Loira. L'any 2007 tenia 103 habitants.

## Demografia

### Població
El 2007 la població de fet de Charray era de 103 persones. Hi havia 52 famílies, de les quals 20 eren unipersonals (16 homes vivint sols i 4 dones vivint soles), 20 parelles sense fills, 8 parelles amb fills i 4 famílies monoparentals amb fills.
La població ha evolucionat segons el següent gràfic:
Habitants censats

### Habitatges
El 2007 hi havia 87 habitatges, 54 eren l'habitatge principal de la família, 19 eren segones residències i 14 estaven desocupats. 84 eren cases i 2 eren apartaments. Dels 54 habitatges principals, 43 estaven ocupats pels seus propietaris i 11 estaven llogats i ocupats pels llogaters; 3 tenien dues cambres, 25 en tenien tres, 8 en tenien quatre i 18 en tenien cinc o més. 41 habitatges disposaven pel capbaix d'una plaça de pàrquing. A 22 habitatges hi havia un automòbil i a 23 n'hi havia dos o més.

### Piràmide de població
La piràmide de població per edats i sexe el 2009 era:
| Homes | Edats   | Dones |
| ----- | ------- | ----- |
| 0     | 95 o +  | 0     |
| 0     | 90 a 94 | 0     |
| 0     | 85 a 89 | 0     |
| 4     | 80 a 84 | 0     |
| 4     | 75 a 79 | 4     |
| 4     | 70 a 74 | 12    |
| 0     | 65 a 69 | 0     |
| 8     | 60 a 64 | 0     |
| 4     | 55 a 59 | 0     |
| 4     | 50 a 54 | 4     |
| 8     | 45 a 49 | 4     |
| 0     | 40 a 44 | 0     |
| 12    | 35 a 39 | 0     |
| 0     | 30 a 34 | 4     |
| 12    | 25 a 29 | 4     |
| 4     | 20 a 24 | 0     |
| 0     | 15 a 19 | 4     |
| 0     | 10 a 14 | 4     |
| 4     | 5 a 9   | 0     |
| 4     | 0 a 4   | 4     |

## Economia
El 2007 la població en edat de treballar era de 67 persones, 54 eren actives i 13 eren inactives. De les 54 persones actives 51 estaven ocupades (35 homes i 16 dones) i 3 estaven aturades (3 dones i 3 dones). De les 13 persones inactives 8 estaven jubilades, 2 estaven estudiant i 3 estaven classificades com a «altres inactius».

### Ingressos
El 2009 a Charray hi havia 51 unitats fiscals que integraven 95 persones, la mediana anual d'ingressos fiscals per persona era de 17.734 €.

### Activitats econòmiques
Dels 4 establiments que hi havia el 2007, 1 era d'una empresa extractiva, 1 d'una empresa alimentària, 1 d'una empresa de construcció i 1 d'una empresa de serveis.
L'únic servei als particulars que hi havia el 2009 era una lampisteria.
L'any 2000 a Charray hi havia 7 explotacions agrícoles.

## Poblacions més properes
El següent diagrama mostra les poblacions més properes.